# Slaughtercult
Slaughtercult – drugi studyjny album amerykańskiej grupy Exhumed.
Istnieje również specjalna limitowana edycji CD w kształcie piły łańcuchowej z dodatkowymi utworami.
Powstała także wersja japońska, nosząca tytuł Slaughtercult – Fester Forever' z bonusowymi piosenkami. Wydaniem owej edycji zajęła się wytwórnia Ritual/Howling Bull w roku 2001.

## Lista utworów
1. „Decrepit Crescendo” – 2:26
2. „Forged in Fire (Formed in Flame)” – 2:57
3. „A Lesson in Pathology” – 3:25
4. „This Axe Was Made to Grind” – 2:24
5. „Carnal Epitaph” – 3:00
6. „Dinnertime in the Morgue” – 2:05
7. „Fester Forever” – 3:39
8. „Deep Red” – 3:09
9. „Infester” – 1:21
10. „Slave to the Casket” – 3:18
11. „Slaughtercult” – 1:36
12. „Funeral Fuck” – 3:03
13. „Vacant Grave” – 2:35

## Twórcy
- Matt Harvey – gitara elektryczna, gitara basowa, wokal
- Col Jones – perkusja
- Mike Beams – gitara elektryczna, gitara basowa, wokal
- Henke Forss – gościnnie wokal
- Jason J. Balsells – gościnnie wokal
- Leon del Muerte – gościnnie wokal
- Juan Urteaga – gościnnie wokal